# Natural Colour System

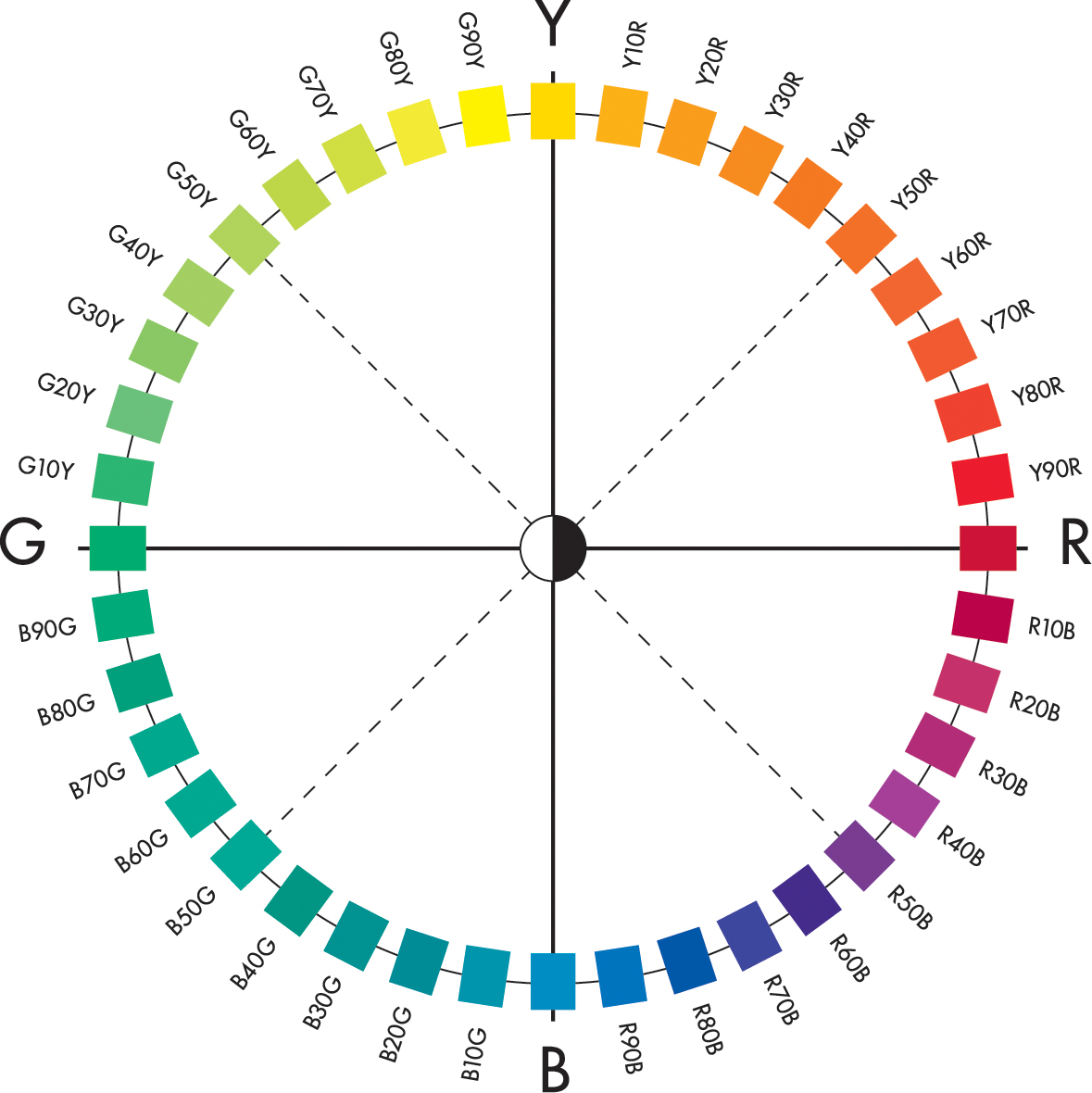
NCS Kulörtoncirkel

NCS, Natural Colour System, är ett internationellt färgbeteckningssystem för att specificera, kommunicera och kontrollera färg inom arkitektur, design, marknadsföring, tillverkning, utbildning och forskning.  NCS används också som beteckning för de produkter som illustrerar systemet och är företagsnamn för det företag som marknadsför dessa produkter.

## Färgsystemet NCS

Nyanstriangeln för kulörton G30Y inplacerad i NCS färgkropp som visar alla ytfärger en människa kan uppfatta

Svenska flaggans färger har NCS-beteckningarna 0580-Y10R för gul och 4055-R95B för blå

Färgsystemet NCS bygger på forskning utförd av den tyske fysiologen Ewald Hering. Den första svenska versionen av Det naturliga färgsystemet presenterades av fysikern Tryggve Johansson. Den nu aktuella versionen har utvecklats av de svenska forskarna Anders Hård, Lars Sivik och Gunnar Tonnquist, som för detta arbete har belönats med den internationella färgorganisationen AIC:s Judd award.
NCS baseras helt på opponentprocessteorin om hur människan ser färg och säger ingenting om vilka stimuli i form av t.ex. pigment eller elektromagnetisk strålning som har lett fram till våra synintryck. Systemet kräver inte några fysiska färgprover för att kunna förstås eller tillämpas.
NCS utgår från sex elementarfärger: vitt W, svart S, gult Y, rött R, blått B och grönt G. Ingen elementarfärg har visuell likhet med någon annan elementarfärg.
Alla andra färger kan beskrivas genom sina elementaregenskaper, alltså sin likhet med upp till fyra elementarfärger. Ingen färg kan ha både grönhet och rödhet eller både gulhet och blåhet. Varje tänkbar ytfärg kan beskrivas med hjälp av NCS. NCS-koden, t.ex. 2335-Y28R har två delar. Först anges nyansen, alltså den relativa likheten till elementarfärgerna svart och vitt samt till en maximalt kulört färg som saknar likhet med svart och vitt. Nyansen kan också visas som en punkt i NCS färgtriangel. De två första siffrorna (23) anger svartheten och de följande två (35) anger kulörtheten. Eftersom svarthet + vithet + kulörthet =100% kan man enkelt härleda vitheten till i detta fall 42.
Kodens andra del anger kulörton, alltså den relativa likheten till två av de fyra kulörta elementarfärgerna. Y28R betyder gul med 28% rödhet. Kulörtonen kan visas som en punkt i NCS färgcirkel (kulörtoncirkel)
NCS är svensk standard för färgbeteckningar.

## NCS Atlas och färgprover

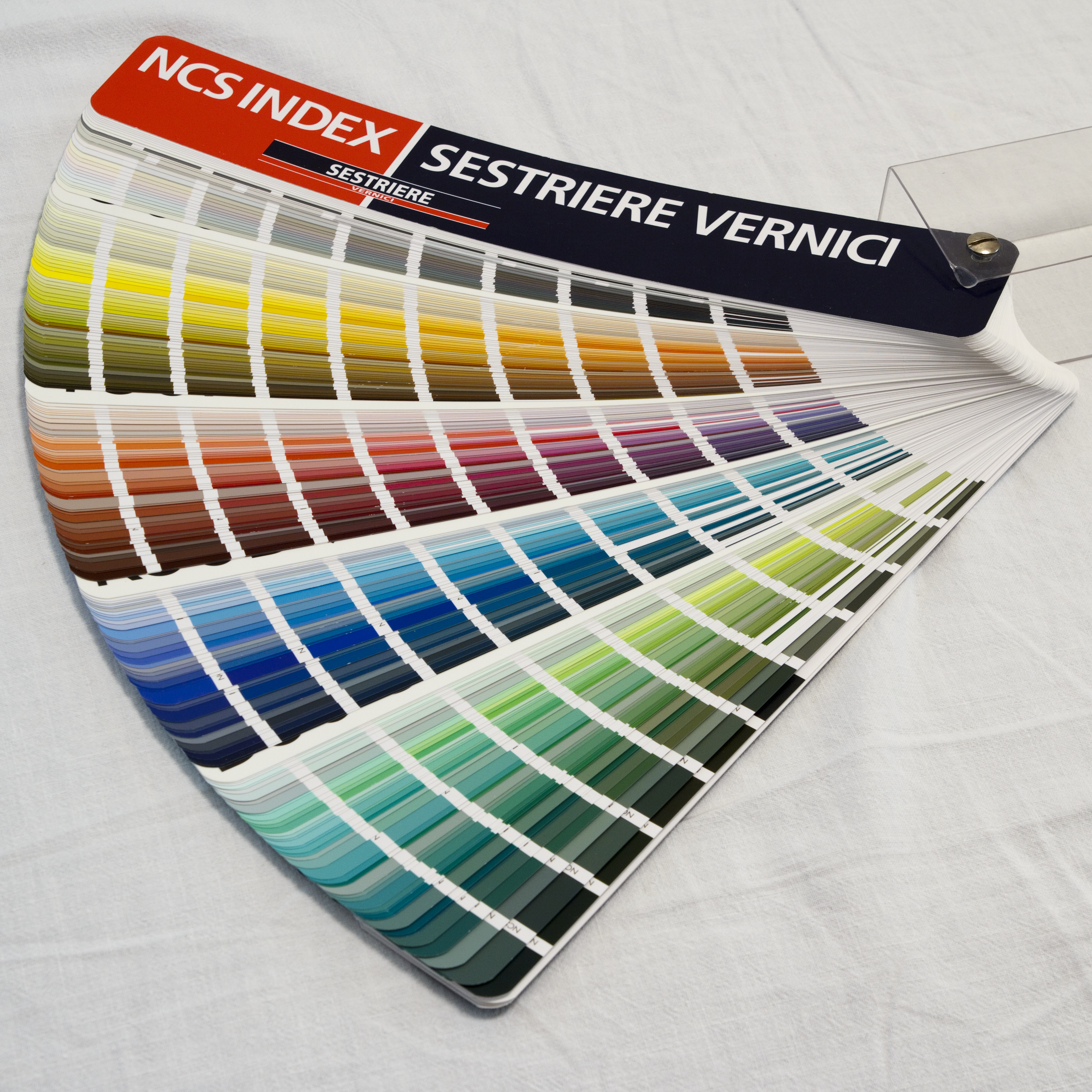
NCS Index är ett av de format som färgprovssamlingen NCS tillverkas i

Som en illustration till NCS-systemet finns NCS färgatlas. I versionen från 2004 innehåller den 1950 färgprover som med vissa undantag visar vart tionde steg i svarthet, vithet , kulörthet och kulörton. Provernas koder anger vilken färg de har under standardiserade belysnings- och betraktningsförhållanden. Färgatlasen är standardiserad tillsammans med specifikationer om provernas tillverkningstoleranser. Ett S framför färgkoden anger att den syftar på ett prov ur den andra utgåvan (Second edition) av den standardiserade atlasen.